# 渭川道
渭川道（いせん-どう）は中華民国北京政府により設置された甘粛省の道。

## 沿革
1913年（民国2年）、清代の鞏秦階道の大部分に隴南道として設置。観察使は天水県に置かれ、下部に天水、秦安、清水、徽県、両当、礼県、通渭、武山、伏羌、西和、武都、西固、文県、成県の14県を管轄した。1914年（民国3年）5月に観察使が道尹と改められた。1927年（民国16年）に廃止されている。

## 行政区画
廃止直前下部の14県を管轄した。（50音順）
- 徽県
- 秦安県
- 成県
- 西固県
- 清水県
- 西和県
- 通渭県
- 天水県
- 伏羌県
- 武山県
- 武都県
- 文県
- 両当県
- 礼県